# QBittorrent
qBittorrent је вишеплатформски BitTorrent-ов клијент слободног и и отвореног кода.
qBittorrent је изворна апликација написана у програмском језику C++. Користи Boost, комплет алатки Qt (верзија 4 или 5) и библиотеку libtorrent-rasterbar. Опционални претраживач написан је у Pyhton-у.

## Историјат
је првобитно развио Кристоф Думез у марту 2006. са Универзитета за технологију у Белфор-Монбелијару у Француској.
Тренутно га развијају сарадници широм света, а финансира се донацијама на челу са Sledgehammer999 из Грчке, који је постао одржавалац пројекта у јуну 2013.

## Верзије
qBittorrent је вишеплатформски клијент, доступан на многим оперативним системима, као што су: FreeBSD, Linux, macOS, OS/2, Windows.
Закључно с јулом 2017, статистике SourceForge-а указују на то да је клијент најчешћи на рачунарима с оперативним системом Windows — 81% преузимања (у поређењу са свим осталим подржаним плафтормама).
Закључно с фебруаром 2019, статистика FossHub-а наводи qBittorrent другим најпреузиманијим софтвером с више од 44 милиона преузимања.
Доступни су пакети за различите дистрибуције Linux-а, мада се већина обезбеђује кроз званичне канале преко различитих дистрибуција.

## Пријем
је предложио qBittorrent као сјајну алтернативу μТоррент-у, свима који су разочарани због недавне промене огласа и бандлвера на њему.